# Luka (Sambir)
Luka (ukrainisch und russisch Лука; polnisch Łąka) ist ein Dorf im Rajon Sambir der Oblast Lwiw im Westen der Ukraine mit etwa 300  Einwohnern. Das Dorf liegt Am Ufer des Dnister südwestlich der Oblasthauptstadt Lwiw.
Am 12. August 2015 wurde das Dorf ein Teil der neu gegründeten Siedlungsgemeinde Dubljany (Дублянська селищна громада/Dubljanska selyschtschna hromada), bis dahin bildete es zusammen mit den Dörfern Saluschany (Залужани), Majnytsch (Майнич) und Mala Chworoschtscha (Мала Хвороща) die Siedlungsratsgemeinde Luka.
Am 12. Juni 2020 wurde die Landgemeinde wieder aufgelöst und der Stadtgemeinde Nowyj Kalyniw unterstellt.
Der Ort wurde 1473 zum ersten Mal schriftlich erwähnt, von 1774 bis 1918 gehörte er unter seinem polnischen Namen Łąka zum österreichischen Kronland Galizien und war von 1854 bis 1867 Sitz einer Bezirkshauptmannschaft, danach wurde ein Bezirksgericht des Bezirks Sambor eingerichtet. Im 19. Jahrhundert wurde der Ort in die 2 selbstständigen Orte Łąka Rustykalna (nördlich, weltliches Gut) und Łąka Szlachecka (südlich, Adelsgut) unterteilt, diese Trennung wurde dann in den 1920er Jahren durch die Vereinigung beider Orte wieder aufgehoben.
Nach dem Ende des Ersten Weltkrieges kam der Ort zu Polen (in die Woiwodschaft Lwów, Powiat Sambor, Gmina Dorożów), wurde im Zweiten Weltkrieg kurzzeitig von der Sowjetunion und dann bis 1944 von Deutschland besetzt.
Nach dem Ende des Zweiten Weltkrieges wurde der Ort der Sowjetunion zugeschlagen, dort kam das Dorf zur Ukrainischen SSR und wurde 1965 in Oserne (Озерне) bzw. russisch Osernoje (Озерное) umbenannt. Seit 1991 ein Teil der heutigen Ukraine, 2001 wurde wieder der ursprüngliche Ortsname Luka als Ortsname eingeführt.

## Söhne und Töchter der Ortschaft
- Omeljan Pritsak (1919–2006), ukrainisch-amerikanischer Linguist, Philologe, Orientalist und Historiker
- Ostap Luzkyj (1883–1941), ukrainischer Schriftsteller, Publizist und Literaturkritiker sowie Militärperson und polnischer Politiker